# DNAAF2
DNAAF2‏ (Dynein axonemal assembly factor 2) هوَ بروتين يُشَفر بواسطة جين DNAAF2 في الإنسان.